# L'Île des Pingouins
Pour les articles homonymes, voir Île des Pingouins et Île Penguin.
L'Île des Pingouins est un roman historique d'Anatole France paru en 1908.

## Histoire
Il s'agit d'une histoire parodique de la France constituée de nombreuses allusions à l'histoire contemporaine. Le livre VI (Les Temps modernes) relate l'affaire Pyrot, une allégorie de l'affaire Dreyfus :
« — Plus j'y songe et plus je me persuade que Pyrot a volé ces quatre-vingt mille bottes de foin. Et où je le reconnais, c'est qu'il les a dérobées pour les vendre à vil prix aux Marsouins, nos ennemis acharnés. Trahison infâme !
— C'est certain, répondit Panther ; il ne reste plus qu'à le prouver. »
Maël, un saint homme, aborde une île des mers hyperboréennes où l’a poussé une tempête. Trompé par sa mauvaise vue, Maël baptise des pingouins qu’il a pris pour des hommes. Dieu, après avoir consulté les docteurs de l’Église pour résoudre le problème théologique de savoir si les pingouins baptisés sont de ce fait des créatures de Dieu, décide de transformer les pingouins en hommes. Anatole France décrit alors leur histoire, les origines, les temps anciens, le Moyen Âge, la Renaissance, les temps modernes et les temps futurs. Reflet de l’histoire de la France, l’histoire des Pingouins n’est qu’une « suite de misères, de crimes et de folies. Cela est vrai de la nation pingouine comme de toutes les nations. » L’affaire des quatre-vingt mille bottes de foin est ainsi une parodie de l’affaire Dreyfus. L’Histoire future décrit le monde contemporain et sa fuite en avant, un monde « où le goût s’était perdu des jolies formes et des toilettes brillantes », où règne « une laideur immense et régulière »… La condition humaine alterne alors entre constructions démesurées, destructions et régressions : « On ne trouvait jamais les maisons assez hautes... Quinze millions d’hommes travaillaient dans la ville géante... » C’est l’histoire sans fin, cycle infernal qui, pour Anatole France, rend improbable l’idée d’une société future meilleure.

## Citation
- « Si vous voulez que votre livre soit bien accueilli, ne négligez aucune occasion d’y exalter les vertus sur lesquelles reposent les sociétés : le dévouement à la richesse, les sentiments pieux, et spécialement la résignation du pauvre, qui est le fondement de l’ordre. Affirmez, monsieur, que les origines de la propriété, de la noblesse, de la gendarmerie seront traitées dans votre histoire avec tout le respect que méritent ces institutions. Faites savoir que vous admettez le surnaturel quand il se présente. À cette condition, vous réussirez dans la bonne compagnie. » Préface

## Particularités du roman
- On notera qu'Anatole France s'est amusé à donner à ses personnages des noms utilisés pour appeler les pingouins dans diverses langues, ainsi le duc de Greatauk — le Grand Pingouin en anglais, Great Auk — ou encore Alca (le pingouin en espagnol) qui est la capitale des pingouins.
- Joseph Conrad, qui commente le livre dans l'English review de décembre 1908, y voit « un livre de voyage maritime », Saint Maël voyageant dans une auge de pierre avant de s'échouer sur l'ile des Pingouins[1].
- Écrivain engagé à gauche et libre penseur, Anatole France ne se prive pas d'étriller les manifestations les plus outrancières des partis cléricaux de l'époque et de déconstruire les légendes dorées de la dévotion catholique traditionaliste, dans une période où la séparation de l'Église et de l’État voulue par le très anticlérical Émile Combes agite violemment l'opinion publique. En témoigne le personnage de Sainte Orberose, figure fondatrice de la dévotion dans l'île des Pingouins. Sainte Orberose est une pingouine de (très) petite vertu, ainsi nommée en raison de la voluptueuse courbure et de l'affriolante carnation de sa… chute de reins. Elle se fait passer pour une vierge rédemptrice et s'allie à un pingouin-condottiere nommé Kraken pour fonder la Dynastie des Draconides qui règnera pendant des siècles sur la Pingouinie[2]. La légende dorée de Sainte Orberose a quelques parallèles avec la conversion de Clovis au christianisme ainsi qu'à la légende chrétienne construite autour du personnage de Jeanne d'Arc. Elle peut aussi faire penser au personnage biblique de Marie Madeleine, prostituée repentie.
- Précédant de peu l'affaire Pyrot (évocation de l'affaire Dreyfus), le livre d'Anatole France parodie aussi l'épisode de la tentative de putsch des droites catholiques (avec le poète Paul Déroulède en figure de proue) visant à mettre au pouvoir le général Boulanger, militaire populaire mais sans vrai sens politique. Dans le livre V, chapitres IV, V et VI[3], les complotistes du parti catholique (les révérends pères Agaric et Cornemuse, largement enrichis par la commercialisation de la "Liqueur de Sainte Orberose", et l'agitateur aristocratique qu'est le Prince Adeléstan des Boscénos, peut-être inspiré du marquis de Morès, parviennent à circonvenir l'"émiral" (de l'arabe "émir al bahr", "Prince de la mer", qui a donné le mot "amiral") Châtillon (le double littéraire du général Boulanger, très sensible aux charmes féminins) en recourant aux bons et tendres services de la "Vicomtesse Olive" qui séduit Châtillon et entraîne le trop inflammable marin dans le complot contre la République [4]. Il finit par tenter de s'exiler en Marsouinie (l'Angleterre) mais son petit côtre est capturé par la mystérieuse reine des iles Noires, follement amoureuse de lui. (Le véritable général Boulanger s'exila en Belgique et se suicida sur la tombe de sa maîtresse, Marguerite de Bonnemains).